# Тассай (Абайський сільський округ)
Тасса́й (каз. Тассай) — село у складі Хромтауського району Актюбінської області Казахстану. Входить до складу Абайського сільського округу.
Населення — 32 особи (2021; 80 у 2009, 114 у 1999, 156 у 1989).